# 熊家军
熊家军（1961年—），湖北天门人，汉族，中华人民共和国政治人物、第十二届全国人民代表大会解放军代表。
毕业于华中科技大学计算机软件与理论专业。加入中国共产党。2013年，担任全国人大代表。